# Grattacielo Pirelli
Il grattacielo (o palazzo) Pirelli è l'edificio di Milano dove ha sede il Consiglio regionale della Lombardia. Spesso chiamato colloquialmente Pirellone, si innalza all'angolo sud-ovest di piazza Duca d'Aosta, dove si trova anche la stazione di Milano Centrale. Ha detenuto il record di edificio più alto dell'Unione europea dal 1958 al 1966, anno di costruzione della Tour du Midi di Bruxelles.

## Storia e caratteristiche

Il grattacielo Pirelli in costruzione in una foto della fine degli anni cinquanta del XX secolo

Il grattacielo Pirelli in costruzione in una foto della fine degli anni cinquanta del XX secolo

Un operaio sulle impalcature durante la costruzione del grattacielo, nel 1959

È un'opera architettonica importante, propria del razionalismo italiano; con i suoi 127 metri di altezza, distribuiti su 31 piani (altri 2 piani sono sotterranei), è uno degli edifici in calcestruzzo armato più imponenti al mondo.
Il grattacielo Pirelli fu progettato nel 1950 e incluso nel nascente "Centro Direzionale".
In origine il palazzo era stato costruito per ospitare gli uffici della celebre azienda italiana di pneumatici Pirelli; nell'area su cui sorge esistevano degli stabilimenti del gruppo, distrutti dai bombardamenti aerei durante la seconda guerra mondiale. Nel 1977 il grattacielo fu acquistato dalla Regione Lombardia, che ne fece per 34 anni la propria sede principale, dopo una ristrutturazione a opera dell'architetto Bob Noorda. Nel 1979, Giò Ponti ristruttura lo spazio del centro meccanografico, trasformandolo in aula parlamentare della Regione Lombardia.
L'edificio è stato costruito tra il 1956 e il 1960 su progetto di Gio Ponti, Giuseppe Valtolina, Pier Luigi Nervi,  Antonio Fornaroli, Alberto Rosselli, Giuseppe Rinardi e Egidio Dell'Orto; Ponti diresse anche tutte le fasi costruttive. L'aspetto strutturale venne curato da Giuseppe Valtolina, in collaborazione con i consulenti Pier Luigi Nervi, Arturo Danusso, Piero Locatelli e Guglielmo Meardi.

Il ruolo di Nervi fu fondamentale nella progettazione di una struttura che, per il suo ridotto rapporto larghezza/altezza, è particolarmente soggetta alle azioni del vento; lo schema strutturale è composto da setti rigidi triangolari alle estremità, pilastri cavi e quattro grandi pilastri-parete centrali, tutti in calcestruzzo armato.  La realizzazione venne affidata all'impresa della Bonomi in collaborazione con Comolli e Silce.
Peculiare è stata la scelta progettuale dei materiali: l'intera struttura portante è in calcestruzzo armato, materiale raramente preferito all'acciaio per edifici di considerevole altezza. Gli elementi verticali dell'ossatura sono quattro piloni, visibili anche dall'esterno poiché percorrono a coppie l'altezza delle facciate. Sono pilastri rastremati: alla base sono larghi 2 metri, che diventano 50 cm in sommità. Travi orizzontali, colleganti i pilastri, fungono da basi per i solai dei piani.
L'ingresso principale dell'edificio, per molti anni, è stato collocato in piazza Duca d'Aosta, rialzato rispetto al piano della piazza tramite una struttura detta "collina", che al suo interno contiene uno spazio adibito ad auditorium. Oggi si accede dal retro dell'edificio.
La superficie del grattacielo è di 1.900 m², la sua pianta è lunga 75,5 metri e larga 20,5 metri. Si stima che per la sua costruzione siano stati usati 30.000 m³ di calcestruzzo e l'edificio complessivamente pesi 70.000 tonnellate per un volume di 125.324 m³.
All'epoca della sua costruzione, era il grattacielo in calcestruzzo armato più alto d'Europa e il terzo nel mondo.
Il Grattacielo Pirelli è uno dei simboli della Milano contemporanea ed è stato per quasi 50 anni l'edificio più alto della città, superato nel 2010 dal Palazzo Lombardia, alto 161 m, la nuova sede della Regione Lombardia, che sorge poco lontano, e nel 2011 dalla Torre Unicredit di piazza Gae Aulenti, alta 231 metri. Occupa attualmente il tredicesimo posto nella classifica dei grattacieli più alti d'Italia, classifica in cui è stato al primo posto dalla sua costruzione fino al 1995.
Il design del grattacielo sarebbe stato inoltre d'ispirazione per la costruzione del Pan Am Building (oggi MetLife Building) a New York, della torre del Banco Atlantico di Barcellona e il grattacielo della Lonza Group di Basilea. 
È invece certo che gli architetti Schwebes e Schoszberger, dopo aver visitato il cantiere, ne rimasero impressionati e vi si ispirarono per il grattacielo Telefunken di Berlino.
L'ultimo piano (32º) del grattacielo, raggiungibile tramite scale dal 31º piano (l'ultimo a cui arrivano gli ascensori), è aperto al pubblico in alcune giornate speciali, funge da belvedere con ampia vista panoramica sulla città e può ospitare mostre temporanee come spazio multifunzionale.
Oggi il grattacielo, con i suoi 710 scalini è inserito nelle corse "run up", in cui gli atleti gareggiano salendo di corsa fino all'ultimo piano del grattacielo lungo le scale.
Il cantautore Adriano Celentano ha scritto nel 1972 la canzone Un albero di trenta piani, che ha come tema principale l'ecologia ed attacca ferocemente l'inquinamento e la speculazione edilizia; l'"albero di trenta piani" citato nel titolo e nel testo sarebbe in realtà proprio il Pirellone.

## Incidente aereo e successivo ripristino

La facciata del Pirellone squarciata dall'aeroplano da turismo che vi precipitò contro nel 2002.

Il 18 aprile 2002 un aereo da turismo pilotato dall'italo-svizzero Luigi Fasulo, 67 anni, si schiantò contro il 26º piano del palazzo a seguito di alcuni errori del pilota e guasti tecnici, danneggiando gravemente la struttura esterna e sventrando due piani. La collisione causò tre vittime: il pilota e due donne, Anna Maria Rapetti e Alessandra Santonocito, dipendenti della Regione Lombardia. Oggi il 26º piano ospita il "Luogo della memoria", dedicato alle vittime.
Dall'edificio, dopo un completo restauro conservativo dei prospetti esterni in facciata continua e degli spazi interni, sono state rimosse le antenne radio e installate luci stroboscopiche di segnalazione agli aerei. Il grattacielo è stato riaperto e da fine maggio 2005 è tornato a ospitare il Consiglio regionale della Lombardia, che vi ha sede tuttora; la Giunta regionale vi è rimasta invece fino al 2011, anno in cui è stata spostata a Palazzo Lombardia. Al sesto piano l'edificio ospita la Biblioteca del Consiglio regionale della Lombardia.

## Cronologia
- 12 luglio 1956: posa ufficiale della prima pietra - inizia la costruzione del grattacielo
- 4 aprile 1960: terminano i lavori - inaugurazione ufficiale
- giugno 1978: il grattacielo viene acquistato dalla Regione Lombardia
- 2 giugno 1980: prima seduta del Consiglio regionale nel grattacielo
- 18 aprile 2002: incidente aereo - il palazzo viene gravemente danneggiato e viene chiuso
- primavera 2003: iniziano i lavori di restauro
- 18 aprile 2004: il palazzo viene inaugurato con le sue facciate restaurate - viene attivato il rinnovato auditorium sotterraneo, intitolato al famoso cantautore e comico milanese Giorgio Gaber, deceduto l'anno precedente
- 18 maggio 2005: prima seduta della Giunta regionale nel grattacielo restaurato
- 31 maggio 2005: terminati i lavori interni, il palazzo viene occupato nuovamente dagli uffici regionali
- gennaio 2010: inaugurazione nuovo Belvedere[12]

## Altezza
La tradizione vuole che nessun edificio a Milano possa essere più alto della Madonnina del Duomo, tradizione che divenne negli anni trenta anche legge comunale, salvo deroghe. Quando fu realizzato l'edificio e quindi violata la tradizione, si decise di porvi in sommità, in segno di rispetto, una piccola replica della statua che sovrasta i marmi di Candoglia del Duomo.
Dietro la sua costruzione sono sorti problemi tecnici e strutturali: pochi metri sotto la superficie della città c'è la falda freatica, presenza che aumenta i rischi di compattazione differenziale del sottosuolo: questo problema è stato superato grazie all'adozione di peculiari soluzioni progettuali.